# Mario Luzi
Mario Luzi (Sesto Fiorentino, Florencia: 20 de octubre de 1914-Florencia, 28 de febrero de 2005) fue un poeta italiano, uno de los más prestigiosos del siglo XX.
Cuando cumplió 90 años fue nombrado senador vitalicio por el presidente de la República, Carlo Azeglio Ciampi. Su memoria está custodiada por el poeta florentino Walter Rossi, amigo y confidente de Luzi hasta el último año de su vida.

## Formación poética

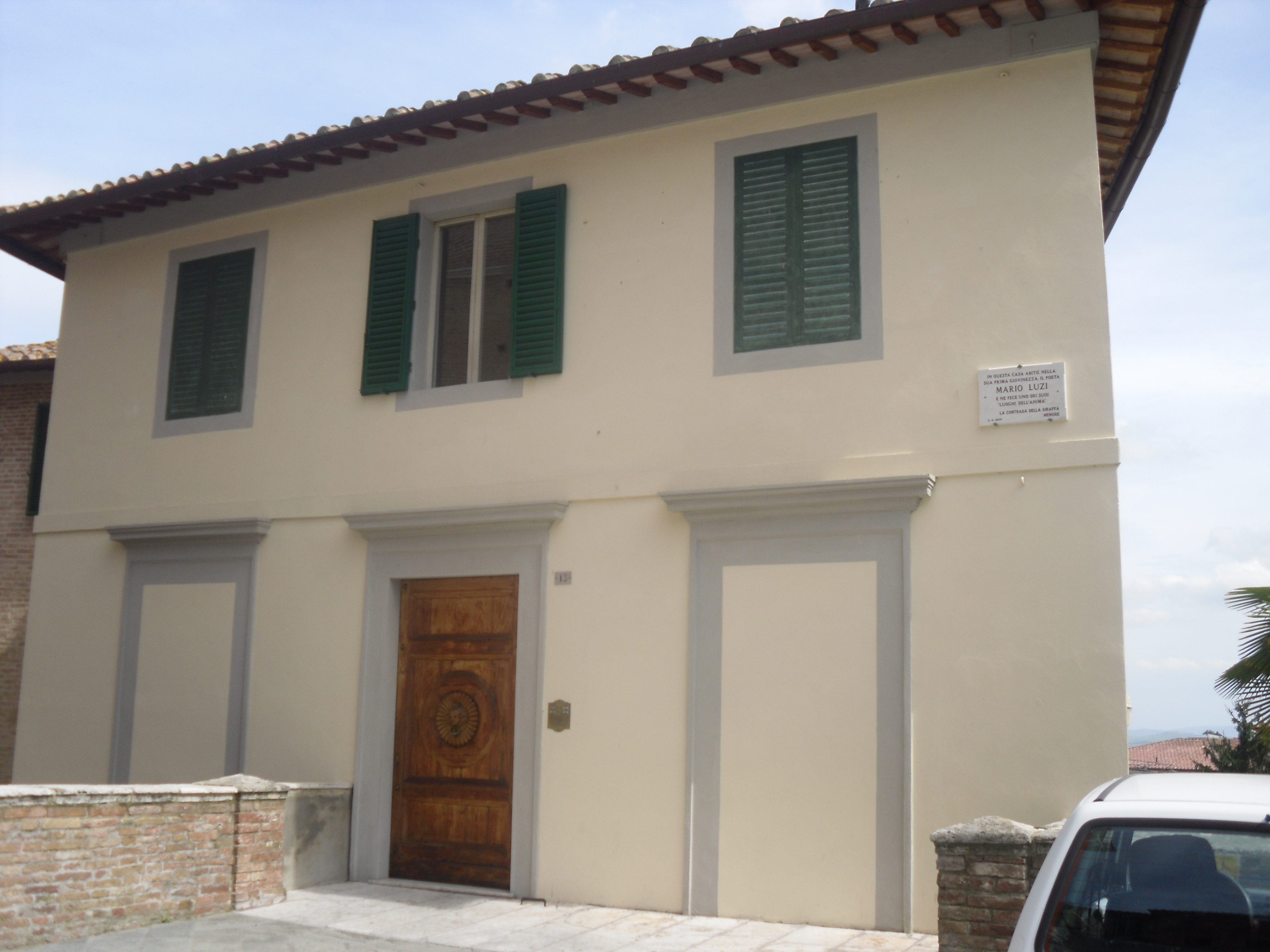
La casa donde vivió de niño el poeta Mario Luzi. Siena, Italia

En sus primeros poemas — La barca (1935), Llegada nocturna (1940) — estuvo adscrito al  hermetismo, con influencias de A. Gatto y S. Mallarmé. Posteriormente su poesía adquirió mayor expresividad con títulos como Un brindis (1946), Cuaderno gótico (1947), Honor de lo verdadero (1957) y El silencio, la voz (1984).
En el 1978, por la obra Al fuoco della controversia, ganó el Premio Viareggio.
En 2014 se realizó una conferencia dedicada a Luzi en Buonconvento, provincia de Siena, titulada Mario Luzi 1914-2014, que incluían fotografías inéditas de Daniele Sasson, Caterina Trombetti y el testimonio de Carlo Fini, Luigi Oliveto, Marco Brogi y Caterina Trombetti.

## Legado

### Fundación Mario Luzi
En 2015, el Fondo Luzi, declarado bien de interés cultural en 2011, fue adquirido por el Gobierno de la Toscana y depositado en el archivo contemporáneo del Gabinetto Vieusseux.

### Centro de estudio Mario LuziLa Barca
El centro de estudio La Barca recoge importantes manuscritos y cartas privadas de Mario luzi, y es un punto de referencia para cualquier persona que quiera acceder a cualquier información sobre el poeta, así como muchos otros escritores y personalidades de la cultura del siglo XX vinculados a Luzi.

## Obra
- La barca, Módena, 1935
- Avvento notturno, Florencia, 1940
- Biografía a Ebe, Florencia, 1942
- Un brindisi, Florencia, 1946
- Quaderno gótico, Florencia, 1947
- Primizie del deserto, Milán, 1952 (edición española: Primicias del desierto, Madrid, Hiperión, 2006).
- Onore del vero, Venecia, 1957
- Il giusto della vita, Milán, 1960
- Nel magma, Milán 1963, Nueva edición, Milán, 1966
- Dal fondo delle campagne, Turín, 1965
- Su fondamenti invisibili, Milán, 1971
- Al fuoco della controversia, Milán, 1978
- Semiserie, Salerno, 1979
- Reportage, un poemetto seguito dal Taccuino di viaggio in Cina, Milán, 1980
- Per il battesimo dei nostri frammenti, Milán, 1985
- La cordigliera delle Ande e altri versi tradotti, Turín, 1983
- Frasi e incisi di un canto salutare, Milán, 1990
- Viaggio terrestre e celeste di Simone Martini, Milán, 1994
- Il fiore del dolore, Florencia, 2003
- L'avventura della dualità, Giubbe Rosse, Florencia, 2003

## Condecoraciones
- Medaglia ai benemeriti della cultura e dell'arte; 2 de junio de 1982[9]
- Caballero de Gran Cruz de la Orden al Mérito de la República Italiana; Roma, 7 de noviembre de 1994[10]
- Medaglia ai benemeriti della cultura e dell'arte; 25 de febrero de 2000[11]